# FC Slušovice
FC Slušovice is een Tsjechische voetbalclub uit Slušovice. De club is in 1929 opgericht als SK Slušovice en speelt in de Přebor Zlínského kraje, het vijfde niveau van het Tsjechische voetbal.

## Naamsveranderingen
- 1929 – SK Slušovice (Sportovní klub Slušovice)
- 1948 – JTO Sokol Slušovice (Jednotná tělovýchovná organisace Sokol Slušovice)
- 196? – TJ JZD Slušovice (Tělovýchovná jednota Jednotné zemědělské družstvo Slušovice)
- 1986 – TJ JZD AK Slušovice (Tělovýchovná jednota Jednotné zemědělské družstvo Agrokombinát Slušovice)
- 1991 – TJ DAK MOVA Bratislava (Telovýchovná jednota Družstevný agrokombinát MOVA Bratislava)[noot 1]
- 1992 – FC Alfa Slušovice (Football Club Alfa Slušovice)
- 1996 – fusie met FK PS Přerov
- 1998 – ontbinding van de fusie → FC Slušovice (Football Club Slušovice)